# Клаудкрофтська обсерваторія
Клаудкрофтська обсерваторія (англ. Cloudcroft Observatory) — астрономічна обсерваторія, розташована в Лінкольнському національному лісі поблизу Клаудкрофта, штат Нью-Мексико, приблизно за 23 км на північний схід від Аламогордо.
Обсерваторія була створена у 1962 році як Клаудкрофтська електрооптична дослідницька установа. До 1982 року вона належала військово-повітряним силам США та керувалась Лабораторією авіоніки повітряних сил. Її використовували як частину проєкту з розробки нових методів виявлення супутників за допомогою електронних пристроїв для формування зображень, які з часом повинні були замінити фотографічну систему Бейкера-Нанна проєкту Space Track. З 1995 по 2002 роки об’єкт був відомий як Обсерваторія орбітального сміття НАСА та містила два телескопи, фінансовані й керовані НАСА й призначені для виявлення космічного сміття. Зараз обсерваторія належить приватній астрономічній організації Фонду Цека Мауна.

## Історія
Місце біля Клаудкрофта було вибрано Лабораторією авіоніки повітряних сил у 1961 році після кількох місяців дослідження місця, і будівництво розпочалося в 1962 році. EOST (Electro-Optical Surveillance Telescope, електрооптичний спостережний телескоп) отримав Перше світло в 1964 році. Апарат був 122-сантиметровим телескопом Ньютона на тривісному монтуванні. Конфігурація азимут-висота-азимут спрощувала відстеження та дозволяла отримувати гарне зображення об’єктів у зеніті. Наводитись на погано визначені цілі допомагали два невеликі військово-морські приціли, розміщені в куполах на протилежних кутах будівлі. Першу автоматизовану систему виявлення, FSR-2, встановили в кінці 1960-х років в окремій будівлі. Через технічні та фінансові причини вона діяла лише один рік. Лабораторія авіоніки повітряних сил продовжувала відстеження космічних об’єктів у Клаудкрофті до 1975 року. У той час об'єкт було передано Організації космічних і ракетних систем США.
Наприкінці 1970-х років об’єкт перейшов під контроль Геофізичної лабораторії ВПС, яка уклала контракт з обсерваторією Сакраменто-Пік на виконання різноманітних досліджень. Закладом також користались запрошені науковці. У 1982 році об’єкт було деактивовано, а наприкінці 1980-х років телескоп було передано обсерваторії Тейбл-Маунтін Лабораторії реактивного руху.
У 1995 році НАСА почало використовувати обсерваторію, перейменовану на Обсерваторія орбітального сміття НАСА. У головному куполі побудували 3-метровий телескоп з рідким дзеркалом та експлуатували його з 1996 по 2001 рік.
Після цього уряд відмовився від обсерваторії. Тепер вона належить приватній астрономічній організації, Фонду Цека Мауна (Tzec Maun Foundation). Снаном на 2013 рік, у головному куполі випробовували 1-метровий телескоп-рефлектор.

## Телескопи
- NASA-LMT (NASA Liquid Mirror Telescope, телескоп НАСА з рідким дзеркалом) — телескоп з рідким дзеркалом, розташований у головному куполі обсерваторії. Він складався з параболічної тарілки діаметром 3 м, яка містила 15 л рідкої ртуті й оберталась зі швидкістю 10 обертів на хвилину. Над дзеркалом на нерухомій конструкції були встановлені приймачі. Завдяки матеріалу основного дзеркала Оскільки телескоп використовував силу тяжіння для надання ртутній поверхні параболічної форми, він міг працювати тільки як зенітний телескоп. Використовуючи 20 вузькосмугових фільтрів, він каталогізував космічне сміття на орбіті Землі[11]. Телескоп був завершений у 1994 році в Космічному центрі імені Ліндона Джонсона, а наступного року перевезений до Клаудкрофта, де він працював у звичайному режимі до червня 2002 року[12]. LMT також використовувався для огляду UBC-НАСА у багатьох вузькосмугових фільтрах, який досліджував галактики з помірним червоним зміщенням[13]. Коли його зняли з експлуатації, деякі компоненти використовувалися в 6-метровому Великому зенітному телескопі у Британській Колумбії.
- CDT (CCD Debris Telescope, ПЗЗ-телескоп для сміття) — 32-сантиметрова портативна камера Шмідта, оснащена пристроєм із зарядовим зв'язком 512×512 пікселів. Працював в Обсерваторії орбітального сміття НАСА з жовтня 1997 року до грудня 2001 року і використовувався для визначення характеристик сміття на геосинхронній орбіті або поблизу неї[14]. Раніше він працював в обсерваторії Ретлснейк-Маунтін[en] і в Оптичній і суперкомп'ютерній обсерваторії повітряних сил на Мауї[en]. Після дезактивації CDT було передано Аеронавігаційному університету Ембрі-Ріддла[2].

## Галерея

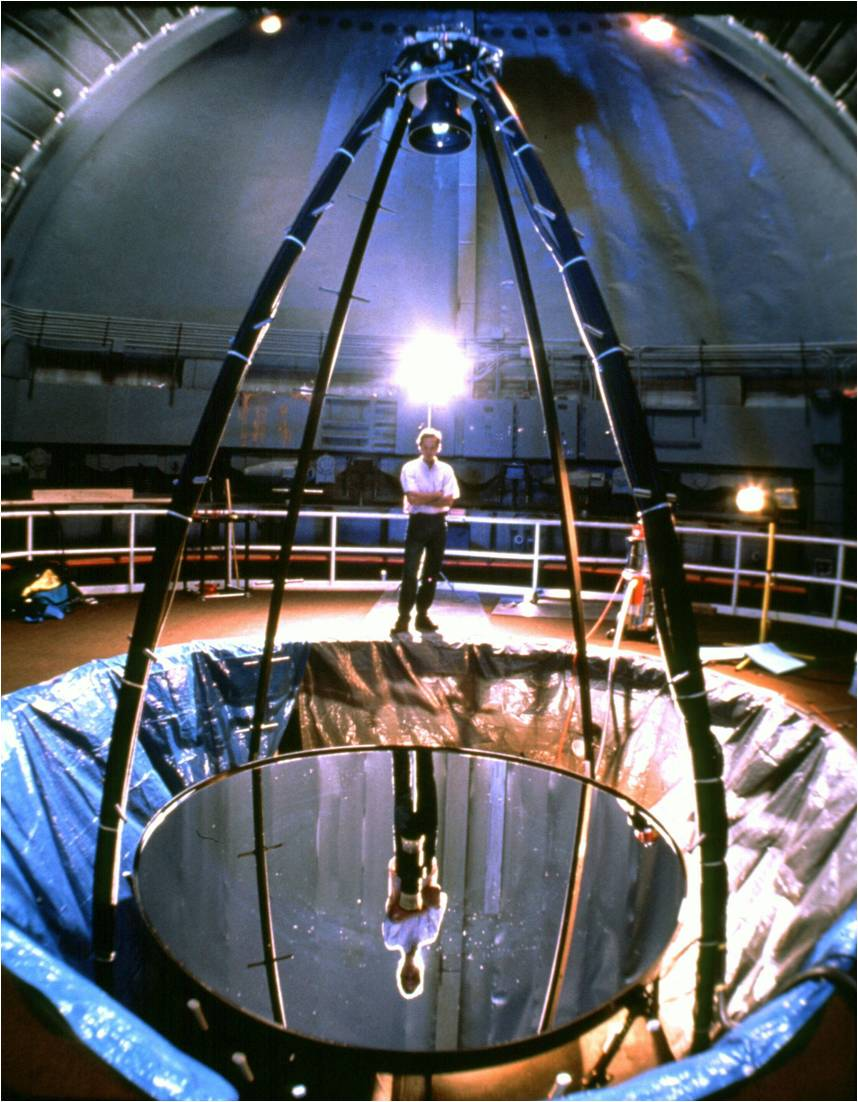
NASA-LMT, телескоп НАСА з рідким дзеркалом
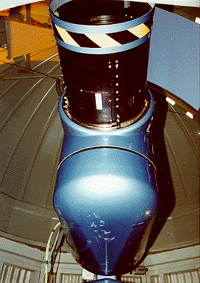
CDT, ПЗЗ-телескоп для сміття